# Pete Smalls Is Dead
Pete Smalls Is Dead ist eine US-amerikanische Filmkomödie aus dem Jahr 2010, die als Independentfilm unter der Regie von Alexandre Rockwell entstand.

## Handlung
Der erfolglose Drehbuchautor K. C. Munk erfährt vom Tod seines Freunds Pete Smalls, der im Gegensatz zu ihm als Regisseur in Hollywood Karriere gemacht hat. Weil K. C. Schulden in Höhe von 10.000 Dollar hat, nimmt sein Gläubiger seinen Hund Buddha als Pfand in Besitz. Um seinen Hund wiederzubekommen und die Schulden begleichen zu können, lässt sich K. C. von seinem Freund, dem Schauspiellehrer Jack Gomes, überreden, ihn zu Pete Smalls Trauerfeier zu begleiten. Anschließend will Jack die 10.000 Dollar für K. C. auftreiben. Am Flughafen von Los Angeles angekommen, wird der kleinwüchsige K. C. von Jack mit einem Mofa abgeholt. Gemeinsam fahren sie zu Petes Trauerfeier, die von Petes Witwe Julia als Kunstinstallation inszeniert wird. Dabei liegt im offenen Sarg nicht Petes Leiche, sondern eine Attrappe. Wütend reißt ihr Jack den Kopf ab, worauf Julia die Polizei alarmiert. Nachdem K. C. und Jack dem in einem Leichensack aufgebahrten Verstorbenen ihre Aufwartung gemacht haben, erklärt Jack seinem Freund, wie er die 10.000 Dollar beschaffen will. Für seinen letzten Film habe Pete ein Drehbuch von K. C. verwendet, ohne die Rechte daran erworben zu haben. Beim Verkauf des noch nicht veröffentlichten Films will Jack K. C. dabei helfen, seine Rechte am Drehbuch geltend zu machen und ein entsprechendes Entgelt dafür zu erhalten.
Gemeinsam suchen sie Saskia, die französische Filmeditorin des Films, auf. Diese versichert K. C., dass tatsächlich sein Drehbuch von Pete verwendet worden sei. Tags darauf treffen sich K. C. und Jack mit dem potentiellen Investor Bernie Lake und dessen Anwalt Leonard Proval. Bernie, der fälschlicherweise K. C. für Pete Smalls hält, ist bereit bis zu 20 Millionen Dollar für die weltweiten Filmrechte zu bezahlen. Als Jack das Missverständnis aufklärt, gerät Bernie mit seiner persönlichen Assistentin und Geliebten Shannah in Streit und ist nicht länger am Film interessiert, auch wenn ihm Jack versichert, dass der letzte Film eines toten Regisseurs eine lukrative Einnahmequelle wäre. Daraufhin meint Jack, dass er das Geld von Saco, einem Armenier bekommen könne. Saco ist durchaus gewillt, K. C. dabei zu helfen seinen Hund wiederzubekommen. Er verlangt jedoch im Gegenzug, dass K. C. für ihn einen heißen „Liebesfilm“ dreht, was dieser jedoch ablehnt. Petes Produzent Hal Lazar wiederum ist überzeugt, dass K. C. keine Rechte am Drehbuch mehr hat und stützt sich dabei auf Julias Aussage, dass K. C. das Drehbuch einst der Miete wegen an Pete für 150 Dollar verkauft habe. K. C. streitet dies nicht ab, was Jack in der Folge sehr wütend macht.
Bei Joey Sausa, einem weiteren Freund aus alten Zeiten, findet Jack jedoch ein notariell beglaubigtes Schriftstück, mit dem Pete die Rechte am Drehbuch wieder an K. C. abgetreten hatte. Hoffnungsvoll legt er Hal Lazar das Schreiben vor. Dieser jedoch zerreißt es und bricht Jack den kleinen Finger. Überraschend bietet er K. C. dennoch 10.000 Dollar an. K. C. lehnt das Geld jedoch ab, weil er Lazar nicht ausstehen kann. Kurze Zeit später trifft er zum wiederholten Mal auf Saskia, die am darauffolgenden Abend von Jack erfährt, dass K. C. einst verheiratet war und seine Frau vor zehn Jahren gestorben ist. Buddha sei das Einzige, was K. C. von seiner Ehe geblieben sei, weshalb er so sehr an dem Hund hänge. Gemeinsam schmieden sie schließlich einen Plan. K. C., Jack, dessen Tochter Xan und deren armenischer Freund Aram verkleiden sich als Pandabären und geben sich als Pizzaboten aus. Während Saskia einen Wachmann ablenkt, schleichen sie sich in den Lagerraum von Lazars Filmstudio und stehlen die Filmrollen von Petes Film. Lazar stört das jedoch herzlich wenig, schließlich kommt die Versicherung für den Schaden auf. Als K. C. und Jack Saskia aufsuchen wollen, finden sie ihre Wohnung leer vor. Anhand eines liegen gelassenen Streichholzheftchens mit der Aufschrift „Café Blanco“ glaubt K. C. die junge Frau in Mexiko wiederfinden zu können.
Mit Jack, Xan und Aram fährt K. C. über die Grenze und findet nach langer Suche besagtes Café. Der Inhaber des Lokals führt K. C. gleich darauf in den Hinterhof, wo Buddha bereits auf ihn wartet, und berichtet, dass es Saco gewesen sei, der den Hund für K. C. im Café abgegeben habe. K. C. freut sich zwar seinen Hund wiederzuhaben, bedauert jedoch, dass Saskia nicht vor Ort zu sein scheint. Nachdenklich an der Bar sitzend, sieht er im Fernsehen, wie Hal Lazar in den Nachrichten eine Affäre mit Julia nachgesagt und als Beweis ein Video eingeblendet wird, das die beiden beim Sex zeigt. Im Zuge dieser Enthüllung werden Spekulationen über einen Mord an Pete laut. Plötzlich jedoch gesellt sich der noch lebende Pete zu K. C. an die Bar. Wie sich herausstellt, hatte Pete seinen Tod nur inszeniert, um einen Film nicht veröffentlichen zu müssen, der ihm peinlich war. Auch Saskia sei in die Inszenierung involviert gewesen. Bei einer von Pete veranstalteten Feier sieht sie K. C. wieder. Als er ihr vorwirft, eine Lügnerin zu sein, kippt sie ihm wütend ihren Drink ins Gesicht.
Tags darauf fliegt Pete mit den Filmrollen nach Los Angeles zurück. Der Medienhype um den Film und seine Person hat ihn umgestimmt, und er will den Film schließlich doch veröffentlichen. Jack jedoch hatte die Rollen kurz zuvor ausgetauscht und freut sich, Pete ein Schnippchen geschlagen zu haben. Während einheimische Kinder mit den Filmstreifen spielen, läuft K. C. am Strand entlang. Auf einmal ist Saskia bei ihm und nimmt seine Hand. Und auch Buddha gesellt sich zu ihnen.

## Hintergrund
Die Dreharbeiten fanden in Altadena, Glendale, Los Angeles sowie am Saltonsee statt.
Pete Smalls Is Dead wurde am 17. September 2010 beim Internationalen Filmfest Oldenburg uraufgeführt. Es folgten Vorführungen auf dem Stockholm International Film Festival und dem Slamdance Film Festival. Am 14. April 2011 lief der Film in den US-amerikanischen Kinos an. Am 6. Juli 2012 erschien er in Deutschland auf DVD und Blu-ray Disc.

## Kritiken
„Als Satire getarnter, mäßig lustiger Independent-Film, der allzu geschwätzig die schöne eitle Hollywood-Welt bloßstellen will“, befand das Lexikon des internationalen Films. Dennis Harvey von Variety fand es „schwer vorstellbar“, dass ein Film mit Darstellern wie Peter Dinklage, Steve Buscemi und Rosie Perez „komplett uninteressant“ sein könnte. Der Film sei jedoch genau das. Als „unkonventionelle Komödie“ verliere er sich in „lümmelhaftem Humor“ und „widerwärtigen Figuren, die sich als schrullige Spinner präsentieren“.
Mark Olsen von der Los Angeles Times attestierte dem Film, wenn er sich auf die Freundschaft zwischen Dinklage und Boone konzentriere, „eine schäbige, schrullige Energie“. Laut Olsen wäre es besser gewesen, der Film hätte auf seine „reumütige, neidvolle Satire auf Hollywood“ verzichtet, da sie nur „konstruiert und forciert“ wirke.

## Auszeichnungen
Beim Internationalen Filmfest Oldenburg war der Film für den Publikumspreis der German Independence Awards nominiert.

## Deutsche Fassung
Die deutsche Synchronfassung entstand 2012 durch die Metz-Neun Synchron Studio- und Verlags GmbH.
| Rolle       | Darsteller        | Synchronsprecher   |
| ----------- | ----------------- | ------------------ |
| K. C. Munk  | Peter Dinklage    | Michael-Che Koch   |
| Jack Gomes  | Mark Boone Junior | Wolff von Lindenau |
| Bob Withers | Todd Barry        | Gilles Karolyi     |
| Julia       | Rosie Perez       | Sabina Godec       |
| Nimmo       | David Proval      | Renier Baaken      |
| Pete Smalls | Tim Roth          | Sascha Nathan      |
| Saskia      | Theresa Wayman    | Tanja Esche        |